# 逃避自由
《逃避自由》（Escape from Freedom）由Routledge(英國) 出版于1941年，是精神分析和社会理论家艾瑞克·弗洛姆的著作中较为出名的一本。在本书中弗洛姆主要探索了在历史进程中人性和自由概念不定变化的关系。

## 中心概念

### 弗洛姆的自由概念
弗洛姆区分了“免於什麼的自由”（消极自由）和“去做什麼的自由”（积极自由）。前者指从诸如由其他人或机构加在个人身上的社会习俗的束缚中解放出来，这就是在萨特的存在主义中被典型体现的一种自由，而且在历史上是常常被捍卫的，但是在弗洛姆看来，这个自由本身带有毁灭力量，除非有一个创造性因素与之相伴，“自由往”是运用自由自发地将完整的个性运用到创造性活动当中。他指出，这必然指向一种真正与他人的连结，超乎常规社会互动中的表面联结。 “... 在自发的自我实现中，人重新把自己和世界联结...”
在从令人窒息的权威/价值体系获得解放的过程中，弗洛姆说，我们常常会感到空虚和焦虑 （他将此比作从婴儿到儿童的成长历程），这些感受不会消失除非我们使用我们的“自由往”并发展出新的形式取代旧的秩序。但是，常见的实践“自由往”或者真实性的替代方式，是对一个取代旧的秩序的独裁系统臣服，这个系统有着别样的外在表现但却对个人有着相同的功效：用开出如何思考如何行动的处方来驱除不确定性。他将此归为历史的辨证过程，原有的境况是命题，从中解放是反命题。达到合题只能是用什么取代了原来的秩序并提供人们新的安全感。弗洛姆没有提到新的系统是否有必要是进步的。

### 逃避自由
由于“自由自”- 其本身不是一种我们很享受的经验，弗洛姆提出，很多人不是去成功地利用它，而宁愿通过发展某些想法和做法来提供某些形式的安全，企图把它的消极作用最小化。这些包括以下：
1. 独裁：弗洛姆将独裁者的个性描绘成包含了施虐和受虐因素。这个独裁者希望通过競标给这个世界一种秩序来赢得对他人的控制，他也希望将控制交给某些更高的力量，这个力量可能会伪装成一个人或者一个抽象的想法。
2. 破坏：虽然这看起来有点象施虐，弗洛姆指出，施虐者希望能赢得对某物的控制，而破坏个性希望摧毁他不能控制的某物。
3. 服从：当人们潜意识将他们的社会里的常规信念和思想内化成他们自身的经验时，就是这个过程。这样就使他们避免真正的自由思考，因为会产生焦虑。

### 20世纪的自由
弗洛姆分析了纳粹意识形态的特点并且指出在第一次世界大战之后，德国的心理体系已经转变为对依靠新秩序来重树国家自豪感的渴望，并且表现为了纳粹主义。弗洛姆翻译的《我的奋斗》也体现了希特勒有独裁主义的性格特点，这种性格不仅促使他想以更高权威（即天然的统治者民族这一观念）的名义来统治德国，还让他看到了那些没有安全感的、需要一些自豪与肯定的工人阶级的美好前景。弗洛姆暗示，当一个国家正在经历着消极自由时，很可能就会屈服于独裁主义政权，但他却明确提出了迄今为止文化演变的结果是不能被抹杀的，并且纳粹主义并没有给世界建立真正的统一。
最后，弗洛姆调查研究了民主与自由。他提倡现代民主与工业化国家，但他仍然强调了如果仅有这些社会提供的外部自由而没有同等的心理自由是不完善的。弗洛姆表明虽然我们已经不再受显而易见的独裁主义的影响，但我们的思想、我们的行为仍然受着所谓的“常识、专家意见、广告”这些因素的制约。一个人真正的自由就是完全不受约束地自我表达和自主地开展行动，并且要对个人真实的情感进行真实的反应。他的存在论中明确地表达了这样的观点“生命的意义就在于活的过程”。但弗洛姆的反对者们怀疑到，如果真像弗洛姆宣称的保持真实的人性就是在与那些和我们共享一个世界的人保持真正的联系的话，我们的世界将是一团糟。